# Орден «За заслуги перед Польщею»
Орден Заслуг перед Республікою Польща (пол. Order Zasługi Rzeczypospolitej Polskiej) — державна нагорода Республіки Польща. 
Орден заснований 10 квітня 1974, як нагорода за видатні заслуги перед Польською Народною Республікою. 16 жовтня 1992 Законом про ордени та нагороди був перезатверджений як нагорода Республіки Польща. 

## Статут

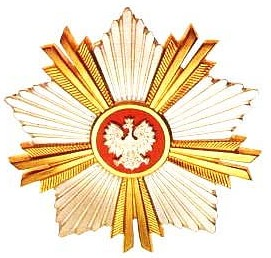
Зірка ордена ступеня Великий Хрест

Орден Заслуг перед Республікою Польща є вищою нагородою за видатні заслуги у справі зміцнення міжнародного співробітництва та розвитку взаємин між народами. Орденом нагороджуються іноземні громадяни та особи польської національності, які проживають за кордоном, що своєю діяльністю внесли видатний внесок у галузі міжнародного співробітництва й розвитку зв'язків Республіки Польща з іншими державами і націями. Рішення про нагородження Орденом приймається Президентом Республіки Польща за поданням Міністерства закордонних справ.

## Ступені
Орден має 5 ступенів:
- 1974-1991 (Польська Народна Республіка)
  -  Велика лента
  -  Командор із зіркою
  -  Командор
  -  Золотий знак
  -  Срібний знак

- З 1991 (Польща)
  -  Великий хрест
  -  Командор із зіркою
  -  Командор
  -  Офіцер
  -  Кавалер